# Babu

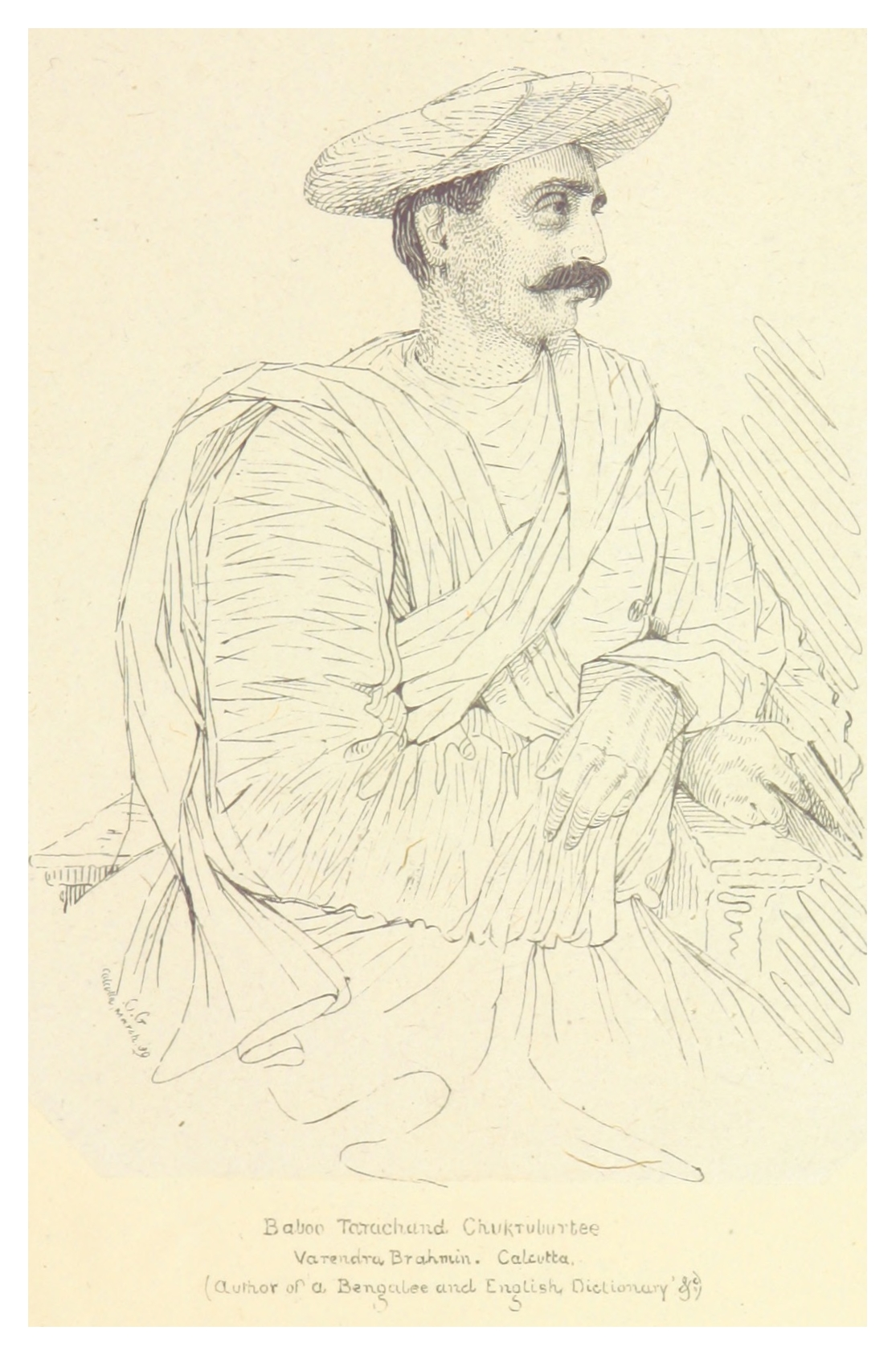
Baboo Tarachand Chukturburtee, Varenda Brahmin, Calcutta 1844

Babu ist eine in Indien, insbesondere in Bengalen, gebrauchte Form für „Herr“ oder „Edler“. Man setzt Babu dem Namen voran.

## Bedeutungsvarianten

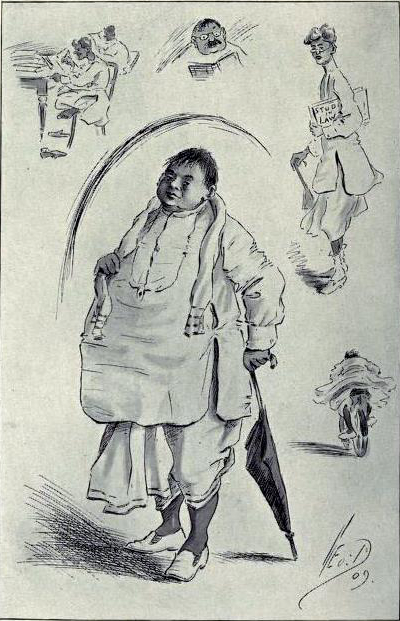
The Bengali Baboo. Twenty-One Days in India, or, the Tour Of Sir Ali Baba K.C.B. and, the Teapot Series by George Aberigh-Mackay

Im engeren Sinne verstand man unter „Babu“ bengalische Schreiber, Makler und Unterbeamte. „Babu“ bzw. „Bapu“ war auch ein Ehrenname für Mahatma Gandhi, der von ihm geschätzt wurde.
In abschätzigem, spöttischen Sinn bezeichnete der Begriff aber eben auch den eloquenten, reichen und verwöhnten bengalischen Landlord des 18. und 19. Jahrhunderts, der in seinen den Europäern nachgeahmten Palästen seiner Anglomanie und seinen Eitelkeiten frönt und keinen Sinn für die wirtschaftlichen und sozialen Realitäten seines Landes und seiner Mitmenschen hat; in Kalkutta kursierten zahlreiche Karikaturen (pat-paintings), Spottverse und Satiren auf diesen Menschentyp.

## Literarische und musikalische Schilderungen des Phänomens
Eine im 19. Jahrhundert sehr populäre Erzählung mit dem Titel The Baboo; and Other Tales Descriptive of Society in India („Der Bäbu. Lebensbilder aus Ostindien“) verfasste der in Indien wirkende Engländer Augustus Prinsep.
1838 erschien auf dem Königlichen Hoftheater von Hannover eine Opernversion des Stoffes unter dem Titel Der Bäbu (Libretto: Wilhelm August Wohlbrück, Musik: Heinrich Marschner).